# ربض بلوسي
ربض بلوسي (الاسم العلمي:Huernia plowesii) هو نوع غير مؤكد من النباتات يتبع جنس الربض من الفصيلة الدفلية.